# Suphalomitus jentinki
Suphalomitus jentinki är en insektsart som beskrevs av Van der Weele 1909. Suphalomitus jentinki ingår i släktet Suphalomitus och familjen fjärilsländor. Inga underarter finns listade i Catalogue of Life.